# Новокрасино
Новокрасино — село в Руднянском районе Волгоградской области.
Входит в сосотав Осичковского сельского поселения.

## География
Западнее села протекает река Щелкан.
В Новокрасино имеется одна улица: Прямая, которая пересекает всё село с северо-востока на юго запад.

## Население
В 2002 году население села составляло 130 человек.
| 2010 |
| ---- |
| 122  |